# Phyllophaga estacea
Phyllophaga estacea är en skalbaggsart som beskrevs av Saylor 1943. Phyllophaga estacea ingår i släktet Phyllophaga och familjen Melolonthidae. Inga underarter finns listade i Catalogue of Life.